# Vinícius Waked
Vinícius Rocha Barbosa Waked (Rio de Janeiro, 1 de junho de 1987) é um nadador brasileiro no estilo de nado livre.

## Trajetória esportiva
Waked competiu no campeonato da NCAA pela Arizona State University, onde ele se graduou em comércio exterior.
Foi membro da equipe brasileira no Campeonato Mundial de Natação em Piscina Curta de 2010 em Dubai.
Em 2010 foi punido com dois meses de suspensão por doping com o medicamento isometepteno, tomado devido a uma dor de cabeça.
Waked classificou-se para competir no Campeonato Mundial de Natação de 2013 em Barcelona. Ele terminou em 7º lugar no revezamento 4 × 100 metros de nado livre, juntamente com Fernando Santos, Marcelo Chierighini e Nicolas Oliveira. Waked também terminou em 11º no revezamento 4 × 200 metros de nado livre, juntamente com João de Lucca, Nicolas Oliveira e Fernando Santos.
Waked classificou-se para competir no Campeonato Mundial de Natação de 2013 em Barcelona. Ele terminou em 7º lugar no revezamento 4 × 100 metros de nado livre, juntamente com Fernando Santos, Marcelo Chierighini e Nicolas Oliveira. Waked também terminou em 11º no revezamento 4 × 200 metros de nado livre, juntamente com João de Lucca, Nicolas Oliveira e Fernando Santos.
Em 2011, Waked foi um dos quatro nadadores brasileiros (juntamente com César Cielo, Nicholas Santos e Henrique Barbosa) apanhados num teste de doping com a substância proibida furosemida. O Tribunal Arbitral do Esporte (TAS) determinou que os atletas brasileiros não tinham culpa no caso e decidiu apenas manter a advertência já feita pela Confederação Brasileira de Desportos Aquáticos (CBDA). Entretanto, Waked recebeu uma suspensão de um ano, por ser reincidente. Ele retornou às piscinas em maio de 2012.
Em abril de 2016, foi noticiado pela imprensa brasileira que Waked estava sendo tratado de uma hérnia de disco nas vértebras lombares L1 e L2, além de uma protrusão das vértebras L4 e L5, através de um tratamento controverso de descompressão não cirúrgica por tração da coluna vertebral, na esperança de ainda se classificar para os Jogos Olímpicos de Verão de 2016, na sua cidade natal do Rio de Janeiro. O tratamento foi tentado após a fisioterapia convencional não ter dado resultados satisfatórios, e Waked relatou uma melhora das suas dores.